# Mileta Rajović
Mileta Rajović (Ballerup, 17 luglio 1999) è un calciatore danese, attaccante del Brøndby in prestito dal Watford.

## Biografia
Ha origini montenegrine.

## Carriera
Rajović è cresciuto nelle giovanili di Brøndby, AB e Randers ed ha iniziato la sua carriera professionistica nel 2018 con la maglia del B.93 in 2. Division. Nel gennaio del 2019 è stato acquistato dall'HB Køge ma dopo soli sei mesi ed un solo incontro disputato ha cambiato nuovamente maglia firmando con il Roskilde.
Nel gennaio del 2021 è stato acquistato dal Næstved e dopo i primi mesi di adattamento, nella stagione 2021-2022 ha trascinato il club alla promozione in 1. Division con 18 reti in 27 partite che gli sono valse il titolo di capocannoniere del campionato. Nel gennaio del 2023, dopo aver segnato 9 reti in 15 incontri, è stato acquistato dagli svedesi del Kalmar. Con i biancorossi ha trovato subito la via del gol segnando 5 gol in 4 partite di Svenska Cupen, trovando una buona continuità anche in Allsvenskan, con 7 reti in 20 partite.
Il 25 agosto ha firmato un contratto di cinque anni con il Watford in Championship. Ha debuttato nel calcio inglese due giorni più tardi nell'incontro di campionato vinto 1-0 contro il Blackburn ed il 2 settembre ha segnato i suoi primi gol realizzando una doppietta nel pareggio per 3-3 contro il Coventry City. Utilizzato principalmente come sostituto a partita in corso, ha concluso la stagione con 11 gol in 43 partite.
Il 2 settembre 2024 ha fatto ritorno in Danimarca al Brøndby, in prestito fino a giugno.

## Statistiche

### Presenze e reti nei club
Statistiche aggiornate al 23 ottobre 2024.
| Stagione        | Squadra         | Campionato      | Campionato | Campionato | Coppe nazionali | Coppe nazionali | Coppe nazionali | Coppe continentali | Coppe continentali | Coppe continentali | Altre coppe | Altre coppe | Altre coppe | Totale | Totale | Totale |
| Stagione        | Squadra         | Comp            | Pres       | Reti       | Comp            | Pres            | Reti            | Comp               | Pres               | Reti               | Comp        | Pres        | Reti        | Pres   | Reti   |        |
| --------------- | --------------- | --------------- | ---------- | ---------- | --------------- | --------------- | --------------- | ------------------ | ------------------ | ------------------ | ----------- | ----------- | ----------- | ------ | ------ | ------ |
| 2018-gen. 2019  | B.93            | 2D              | 11         | 4          | CD              | 1               | 1               | -                  | -                  | -                  | -           | -           | -           | 12     | 5      |        |
| gen.-giu. 2019  | HB Køge         | 1D              | 1          | 0          | CD              | 0               | 0               | -                  | -                  | -                  | -           | -           | -           | 1      | 0      |        |
| 2019-2020       | Roskilde        | 1D              | 18         | 6          | CD              | 0               | 0               | -                  | -                  | -                  | -           | -           | -           | 18     | 6      |        |
| 2020-gen. 2021  | Roskilde        | 2D              | 11         | 3          | CD              | 2               | 2               | -                  | -                  | -                  | -           | -           | -           | 13     | 5      |        |
| gen.-giu. 2021  | Næstved         | 2D              | 13         | 2          | CD              | 0               | 0               | -                  | -                  | -                  | -           | -           | -           | 13     | 2      |        |
| 2021-2022       | Næstved         | 2D              | 27         | 18         | CD              | 1               | 0               | -                  | -                  | -                  | -           | -           | -           | 28     | 18     |        |
| 2022-2023       | Næstved         | 1D              | 15         | 9          | CD              | 2               | 1               | -                  | -                  | -                  | -           | -           | -           | 17     | 10     |        |
| 2023            | Kalmar          | A               | 20         | 7          | CS              | 4               | 5               | UECL               | 2                  | 1                  | -           | -           | -           | 27     | 13     |        |
| 2023-2024       | Watford         | FLC             | 41         | 10         | FACup+CdL       | 2+0             | 1+0             | -                  | -                  | -                  | -           | -           | -           | 43     | 11     |        |
| 2024-2025       | Watford         | FLC             | 3          | 1          | FACup+CdL       | 0+2             | 0+2             | -                  | -                  | -                  | -           | -           | -           | 5      | 3      |        |
| 2024-2025       | Brøndby         | SL              | 5          | 3          | CD              | 0               | 0               | -                  | -                  | -                  | -           | -           | -           | 5      | 3      |        |
| Totale carriera | Totale carriera | Totale carriera | 165        | 63         |                 | 14              | 12              |                    | 2                  | 1                  |             | -           | -           | 181    | 76     |        |

## Palmarès

### Club

#### Competizioni nazionali
- 2. Division: 1

Næstved: 2021-2022

### Individuale
- Capocannoniere della 2. Division: 1

2021-2022 (18 gol)